# Villafranca de la Sierra
Villafranca de la Sierra – gmina w Hiszpanii, w prowincji Ávila, w Kastylii i León, o powierzchni 39,34 km². W 2011 roku gmina liczyła 151 mieszkańców.